# Trận Thị Nại (1283)
Trận Thị Nại là một trận chiến diễn ra vào tháng 2 năm 1283 giữa Chăm Pa và nhà Nguyên. Trận chiến diễn ra trên đầm Thị Nại, gần kinh đô Đồ Bàn của Chăm Pa (ngày nay là Qui Nhơn, Bình Định). Mặc dù ít người hơn, quân xâm lược Nguyên vẫn phá vỡ được tuyến phòng thủ của quân Chăm, buộc vua Chăm phải rút lui về vùng cao nguyên phía tây.

## Bối cảnh
Với sự sụp đổ của nhà Tống vào năm 1276, nhà Nguyên mưu tính việc tiến chiếm toàn bộ biển phía nam, đặc biệt là Champa và Đại Việt. Một chỉ huy quân đội ở Quảng Tây đã viết thư cho triều đình nhà Nguyên, tuyên bố rằng "lực lượng phòng thủ của Champa quá yếu nên có thể chinh phục đất nước với ba nghìn lính bộ binh và ba trăm kỵ binh". Các nhà hàng hải nói với triều đình rằng có thể có dễ dàng đến Chăm Pa trong một ngày nếu đi thuyền từ Hải Nam. Hốt Tất Liệt cũng quan tâm đến Champa vì nước này thống trị các tuyến đường biển giữa Trung Quốc và các quốc gia ở Đông Nam và Nam Á. Tuy trên danh nghĩa, người Chăm đã bằng lòng thần phục nhà Nguyên nhưng nhà vua không chịu sang chầu ở Đại Đô như yêu cầu mà chỉ mang đồ tiến cống. Hốt Tất Liệt biết rằng vua Chăm cũng có mối quan hệ tốt với nhà Tống.
Một số lượng lớn các quan chức, binh lính và thường dân Trung Quốc chạy trốn đã đến tị nạn tại Champa, tạo sự căm thù người Mông Cổ. Vì vậy, vào mùa hè năm 1282, khi các sứ thần nhà Nguyên là He Zizhi, Hangfu Jie, Yu Yongxian và Yilan đi qua Champa, họ đã bị bắt giữ và bị giam cầm bởi Chế Mân. Vào mùa hè năm 1282, Hốt Tất Liệt ra lệnh cho Toa Đô chuẩn bị binh thuyền sang đánh Chăm Pa. Hốt Tất Liệt tuyên bố: "Vị vua già (Jaya Indravarman V) vô tội. Những người chống lại lệnh của chúng ta là con trai ông ấy (Harijit) và một người Hoa Nam." Vào cuối năm 1282, Toa Đô dẫn đầu cuộc chinh phạt đến Champa với 5.000 người, nhưng chỉ có thể tập hợp 100 tàu và 250 tàu đổ bộ vì hầu hết các tàu của quân Nguyên đã bị mất trong các cuộc xâm lược Nhật Bản. Hạm đội đến bờ biển miền Trung Việt Nam, gần Qui Nhơn ngày nay vào khoảng tháng 2 năm 1283. Quân Chăm đã xây dựng một phòng tuyến gỗ kiên cố ở bờ tây của vịnh, nơi quân Nguyên sẽ đổ bộ.

## Trận chiến
Quân Nguyên đổ bộ vào lúc nửa đêm ngày 13 tháng 2, tấn công theo ba hướng. Từ phía đông, Cheng Pin và Chao Ta dẫn 300 binh sĩ đến gần pháo đài, trong khi Chen Chung-ta, Li Ch'uan và Su Ch'uan chỉ huy 1.600 quân tiếp cận từ phía bắc. Đội quân chính gồm 3.000 lính do Toa Đô chỉ huy tấn công từ phía nam. Vào lúc 05:00 sáng, thái tử Chế Mân dẫn theo 10.000 người, vài con voi và khoảng 100 máy bắn đá ra chống giữ. Cả hai bên đã giao tranh ác liệt, trận chiến keó dài đến đến khoảng 11 giờ sáng - 1 giờ chiều khi phòng tuyến của bị phá vỡ và một vạn quân Chiêm phải rút lui.. Sau đó quân Nguyên từ phía bắc và phía đông tiến vào thành Thị Nại, tàn sát hàng ngàn quân và dân trong thành. Nhà Nguyên chiếm giữ kho lương thực và tiếp tế của người Chăm. Vua Chăm bỏ thành, cho đốt kho hàng, giết các sứ thần Mông Cổ rồi rút vào rừng núi. Quân Nguyên chiếm được Đồ Bàn hai ngày sau đó, nhưng rồi rút ra ngoài thành để dựng trại.